# Инцидент с поездом № 1908
Инцидент с поездом № 1908 произошёл ночью 11 января 2004 года на линии Волховстрой-2 — Тихвин Волховстроевского отделения Октябрьской железной дороги. Электровоз ВЛ15-018 с тяжёлым грузовым составом №1908 весом более 5 тыс. тонн проехал запрещающий сигнал, после чего взрезал стрелочный перевод и, выехав со станции на линию, проехал ещё несколько станций, несмотря на запрещающие показания их светофоров. Причиной этого стало психическое расстройство машиниста Эдуарда Горчакова который отключил все системы безопасности, а затем, находясь в состоянии бредового психоза, разогнал состав до 90 км/ч. Попытки помощника машиниста Александра Абдурахманова  остановить состав были пресечены угрозой физической расправы со стороны машиниста Эдуарда Горчакова. Неуправляемый электровоз ВЛ15-018 с грузовым составом №1908 был остановлен лишь через 47 минут путём снятия напряжения с контактной сети.

## Хронология событий
В ночь с 10 на 11 января 2004 года в локомотивном депо Волховстрой (ТЧ-21) заступала на работу локомотивная бригада, состоявшая из машиниста Эдуарда Горчакова и помощника машиниста Александра Абдурахманова, которые работали совместно 8 месяцев. Отдых бригады перед заступлением составлял 36 часов, а явиться на смену они должны были к 23:00. Однако к назначенному времени в депо прибыл лишь помощник машиниста Александр Абдурахманов, который уже через 15 минут доложил заведующей резервом локомотивных бригад Евгении  Одиноковой-Петровой (замещала нарядчика, отпущенного на свадьбу, работала вторую смену подряд) о неявке машиниста Эдуарда Горчакова. Заведующая резервом позвонила машинисту Эдуарду Горчакову домой, чтобы выяснить причину опоздания, на что тот ответил, что проспал. В связи с этим за ним была отправлена дежурная машина, в 0:15 машинист Эдуард Горчаков прибыл в депо.
При прохождении медицинского осмотра фельдшер проверила машиниста Эдуарда Горчакова алкотестером и замерила пульс, но, в нарушение инструкций, не стала замерять артериальное давление, наиболее вероятно, из-за спешки, связанной с опозданием Эдуарда Горчакова. Тем не менее, она оформила допуск бригады в поездку. И дежурный по депо Алексей Цветков, для которого это была вторая смена в этой должности, не сообщил ответственному дежурному по депо Борису Власову об опоздании машиниста Эдуарда Горчакова, а в маршрутном листе исправил время явки с 23:00 на 00:25. При этом в спешке Алексей Цветков, в нарушение инструкций, не провёл проверку документов Эдуарда Горчакова. Также мало кто придал значения тому, что машинист Эдуард Горчаков вместо железнодорожной формы был одет в праздничный костюм и галстук-бабочку.
В 00:37 они приняли электровоз ВЛ15-018 и при приёмке машинист Эдуард Горчаков не стал заправлять в скоростемер ленту, о чём его тут же предупредил Александр Абдурахманов. Однако Эдуард Горчаков ответил, что всё в порядке, и в 0:42 электровоз выехал из депо и резервом проследовал к станции Мурманские Ворота. Далее на станции электровоз ВЛ15-018 был прицеплен к грузовому составу №1908 из 58 вагонов весом в 5070 тонн. После прицепки электровоза локомотивная бригада совместно с осмотрщиком Николаем Яковлевым (ВЧД-17) провела полное опробование тормозов состава, однако оно было проведено с нарушениями инструкции: в частности, в выданной машинисту справке об опробовании (форма ВУ-45) не были указаны плотность тормозной сети поезда и время опробования. Помимо этого, после отправки электровоза ВЛ15-018 с грузовым составом №1908 со станции Мурманские ворота в пути следования, машинист Эдуард Горчаков не стал проводить проверку тормозов на эффективность.
Когда электровоз ВЛ15-018 с грузовым составом №1908 двигался по перегону Волховстрой-2 — Куколь, по радиосвязи их вызвала дежурная по станции (ДСП) Куколь Лариса Верещагина и доложила о том, что входной светофор закрыт, так как со станции Пороги к станции Куколь (данная станция является узловой и на ней сходятся три направления) следует электровоз ВЛ15А-002 с грузовым составом №2805, который следует пропустить вперёд электровоза ВЛ15-018 с грузовым составом №1908. С ней разговаривал помощник машиниста Александр Абдурахманов, который подтвердил, что информация принята. ВЛ15-018 с грузовым составом №1908 как и положено, стал сбавлять скорость, однако неожиданно машинист Эдуард Горчаков увеличил тягу электровоза, в результате чего скорость стала возрастать. Попытки помощника машиниста Александра Абдурахманова пресечь противоправные действия машиниста Эдуарда Горчакова были встречены угрозой физической расправы: машинист Эдуард Горчаков был крупнее помощника, в том числе значительно выше ростом. Машинист отключил локомотивную сигнализацию "АЛСН" и в 2:58 ночи неуправляемый электровоз ВЛ15-018 с грузовым составом №1908 проехал под красный сигнал входного светофора станции Куколь, въехал на станцию на незапланированный маршрут и взрезал стрелочный перевод № 4, после чего выехал на главный путь. Попытки дежурной по станции Куколь Ларисы Верещагиной и поездного диспетчера (ДНЦ) Галины Ивановой связаться с локомотивной бригадой оказались безуспешны, так как машинист Эдуард Горчаков отключил радиостанцию. Неуправляемый ВЛ15-018 с грузовым составом №1908 постепенно набрал скорость 90 км/ч.
Диспетчер дала указание ДСП Мыслино перекрыть входной светофор, но в 3:02 неуправляемый электровоз ВЛ15-018 с грузовым составом №1908 промчался эту станцию без остановки со скоростью 90 км/ч. Следующей на линии находилась станция Валя, после неё Цвылёво, а за ней уже Тихвин. В 3:05 ДНЦ связалась с ДСП Валя Анастасией Кудрявцевой и доложила ей о происходящем. Тогда Анастасия Кудрявцева предложила связаться с энергодиспетчером и обесточить перегон. В 3:13 на станции Валя были перекрыты входной и выходной светофоры, одновременно с этим энергодиспетчером Сергеем Титовым по указанию дежурной по станции Анастасии Кудрявцевой был обесточен 2-й главный путь на перегоне Валя — Цвылёво, а также на самой станции Валя. Через минуту на станцию и обесточенный путь на скорости 90 км/ч въехал ВЛ15-018 с грузовым составом и затем выехал на обесточенный перегон Валя - Цвылёво и затем, проехав 8 км и следуя в режиме выбега электровоз ВЛ15-018 с грузовым составом № 1908 остановился и помощник машиниста Александр Абдурахманов, находясь в шоковом состоянии выскочил из электровоза и побежал к станции Цвылёво для пояснения ситуации, а ВЛ15-018 с грузовым составом № 1908 из-за отпущенных пневматических тормозов постояв минуту начал катится назад на станцию Валя, и проехав задом 1,5 км остановился в 6,5 км от станции Валя.
Вскоре на встречном электровозе ВЛ10-1728, следовавшим с поездом № 687 Вологда — Санкт-Петербург к остановившемуся ВЛ15-018 с грузовым составом №1908 прибыл отряд милиции. Помимо этого, по указанию поездного диспетчера, локомотивная бригада электровоза ВЛ10-1728 с помощью тормозных башмаков закрепила электровоз ВЛ15-018 с грузовым составом №1908 от самопроизвольного скатывания. В 4:14 сотрудники милиции наконец проникли в кабину электровоза ВЛ15-018, где обнаружили машиниста Эдуарда Горчакова в невменяемом состоянии на полу кабины. Машиниста Эдуарда Горчакова доставили в Волховскую железнодорожную больницу, где ему был поставлен диагноз: острый бредовый психоз с агрессивными тенденциями.

## Характеристика участников инцидента
- Машинист Горчаков Эдуард Юрьевич родился в 1973 году, получил среднее профессиональное образование. Машинистом работал с 2000 года, причём с 2002 года по 3-му классу. Увлекался футболом и хоккеем. На работе слыл добросовестным машинистом, но в то же время коллеги отмечали его замкнутость и неразговорчивость. Дважды был женат, но оба раза неудачно (развод), от первого брака остался сын, от второго сын и дочь (двойняшки). В октябре 2002 года успешно прошёл психофизиологическое обследование, а в мае 2003 года врачебно-экспертную комиссию (ВЭК). При проведении обеих этих комиссий психиатры не выявили у Эдуарда Горчакова никаких психических расстройств.
- Помощник машиниста Абдурахманов Александр Валентинович родился в 1980 году, проживал в Волхове. Помощником машиниста устроился в июне 2003 года и практически сразу был поставлен в одну бригаду с машинистом Эдуардом Горчаковым.

В январе 2004 года члены локомотивной бригады и локомотив были приписаны к локомотивному депо Волховстрой (ТЧ-21).

## Электровоз
ВЛ15-018 — Двухсекционный двенадцатиосный (осевая формула 2(2о—2о—2о)) электровоз постоянного тока с часовой мощностью 9000 кВт, продолжительной — 8400 кВт (самый мощный советский электровоз постоянного тока) и рабочей массой 300 тонн. Построен в 1987 году на Тбилисском электровозостроительном заводе (ТЭВЗ), на Октябрьской железной дороге секции электровоза получили номера 12400354 (секция А) и 12400362 (секция Б). Был оборудован нескольким системами безопасности, в том числе: ЭПК-150 (автостоп), АЛСН, электронное устройство контроля параметров движения поезда Л-132 «Дозор», радиостанция В2РТ КЛ.
Электровоз ВЛ15-018 был списан в сентябре 2012 года и находится на территории локомотивного депо ТЧ-21 в нерабочем состоянии.